# Station Rablà-Rabland
Station Rablà-Rabland is een spoorwegstation aan de Vintzgouwspoorlijn bij het dorp Rabland in de gemeente Partschins (Italië-Zuid-Tirol).
De stationsnaam wordt volgens de regels van Trenitalia in het Italiaans aangegeven, gevolgd door het Duits als lokale taal.